# Giovanni Dominici
Giovanni Dominici, al secolo Giovanni Banchini o Baccini (Firenze, 1356 o 1357 – Buda, 10 giugno 1419), è stato un cardinale, arcivescovo cattolico e scrittore italiano.
Membro dell'Ordine dei frati predicatori, diplomatico e scrittore, fu arcivescovo di Ragusa di Dalmazia: è stato proclamato beato nel 1832.

## Biografia
Entrò nell'Ordine Domenicano nel convento di Santa Maria Novella nel 1372, dopo essere guarito, secondo la tradizione, grazie all'intercessione di santa Caterina da Siena, dalla balbuzie che gli aveva impedito di accedere all'ordine due anni prima.
Completati gli studi teologici a Parigi, svolse attività di docente e di predicatore per dodici anni a Venezia. Con l'approvazione del maestro generale, Raimondo da Capua, fondò conventi di stretta osservanza del suo ordine a Venezia (1391) e a Fiesole (1406) e il convento del Corpus Domini a Venezia per le suore domenicane di stretta osservanza; nel 1393 è inviato dal maestro generale a Città di Castello per riformare il locale convento domenicano.
Alla morte di Innocenzo VII, durante lo Scisma d'Occidente, fu inviato in qualità di ambasciatore della Repubblica di Venezia al conclave del 1406 ed ebbe gran parte nell'elezione del veneziano Gregorio XII, che lo scelse come suo confessore e consigliere, lo nominò arcivescovo di Ragusa di Dalmazia (1407), lo creò cardinale nel 1408, con il titolo di cardinale presbitero di San Sisto, e lo inviò come ambasciatore in Ungheria, per garantirsi l'appoggio dell'imperatore Sigismondo contro l'antipapa Benedetto XIII.
Per mettere fine allo scisma, Dominici consigliò a Gregorio XII di ritirarsi e annunciò al Concilio di Costanza le dimissioni volontarie del Papa. Partecipò all'elezione pontificia del 1417 che elesse papa Martino V. Questi lo nominò legato in Boemia il 19 luglio del 1418 per reprimere l'eresia hussita, ma ottenne scarsi risultati a causa dell'inerzia di Venceslao IV. Morì a Buda il 10 giugno 1419 e la sua salma fu inumata nel convento di San Paolo Eremita di Buda.
Fu beatificato da papa Gregorio XVI il 9 aprile 1832.
Dominici non fu solo scrittore di temi spirituali, ma anche poeta, come testimoniamo i suoi numerosi inni in vernacolo o Laudi. La sua Regole del governo di cura familiare, scritta tra il 1400 e il 1405, è un'opera pedagogica che tratta, in quattro libri, delle facoltà dell'anima, dei poteri e delle facoltà sensoriali del corpo, dell'uso dei beni della terra e dell'istruzione dei figli.
Il suo Lucula Noctis (Lucciola della Notte) in risposta ad una lettera di Nicola di Piero Salutati, è il trattato più importante di quel tempo sullo studio degli autori pagani. Dominici non condanna nettamente gli studi classici, ma si oppone strenuamente all'umanesimo paganeggiante del tempo e agli scrittori che, come Dante Alighieri, non lo avevano rinnegato del tutto, ma lo avevano riletto e reinterpretato alla luce del Cristianesimo. In questo modo Dominici aveva dato man forte ai detrattori di Dante.

## Opere
- Il libro della carità, del reuerendissimo cardinale Giouan Dominico fiorentino dell'ordine di predicatori, Venezia: a San Luca al segno del Diamante, 1545.
- Iter Perusinum, Venetiis, Ecclesiae Venetae, dec. I, 1749
- «An liceat fratribus predicatoribus in communi vel in particulari possessiones habere». In: R. Creytens (a cura di), "L'obligation des constitutions dominicaines d'après le B.-J. Dominici, O. P.", Archivum Fratrum Praedic., XXIII(1953), pp. 195–235
- Regola del governo di cura familiare, compilata dal beato Giovanni Dominici fiorentino; testo di lingua dato in luce e illustrato con note dal prof. Donato Salvi, Firenze: presso A. Garinei, 1860
- Trattato delle dieci questioni e lettere a madonna Bartolomea; testi introduzione e note a cura di Arrigo Levasti, Firenze: Libreria editrice fiorentina, stampa 1957
- Beati Iohannis Dominici cardinalis S. Sixti Lucula Noctis; texte latin du XV siècle, precedé d'une introduction, edité et annoté par Remi Coulon, Paris: A. Picard, 1908. Edizione critica: Iohannis Dominici Lucula Noctis, by Edmund Hunt, Notre Dame (Indiana): University of Notre Dame press, 1940
- Lettere spirituali; a cura di M. T. Casella e G. Pozzi, Friburgo: Edizioni universitarie, 1969
- Vita Beati Marcolini Foroliviensis (Vita del Beato Marcolino da Forlì, domenicano)